# Hubert Lesaar
Hubert Lesaar (* 17. Januar 1888 in Rheinberg; † 19. März 1963 in Ahlen; vollständiger Name: Hubert Franz Anton Lesaar) war von 1920 bis 1945 Bürgermeister der Rechtsvorgänger der Stadt Kamp-Lintfort.

## Leben und Beruf
Der spätere Kommunalbeamte Hubert Lesaar entstammte einer Mitte des 19. Jahrhunderts von Emmerich nach Rheinberg zugewanderten katholischen Handwerkerfamilie. Seine Eltern waren der Rheinberger Küfer und Kleinhändler Hubert Lesaar sen. (1851–1918) und seine Frau Henriette geb. Böhm (1851–1927), aus deren Ehe insgesamt sieben Kinder hervorgingen.

### Schulbesuch und Berufsausbildung
Geboren als dritter Sohn, besuchte Hubert Lesaar jun. von 1894 bis 1902 die Volksschule  in Rheinberg und sodann bis 1905 das bischöfliche Collegium Augustinianum Gaesdonck in Goch, das er mit dem Zeugnis der Mittleren Reife verließ. Nach einer anschließenden kaufmännischen Tätigkeit im väterlichen Geschäft betätigte er sich von 1907 bis 1911 zu Ausbildungszwecken als Volontär bzw. Bürohilfsarbeiter beim Bürgermeisteramt in Rheinberg, bei der Kreiskasse in Kempen sowie beim Landratsamt und Kreisausschuss in Moers.

### Karriere als Verwaltungsbeamter
Am 1. August 1911 trat Lesaar als Verwaltungssekretär und Bürodirektor in den Dienst des damaligen Bürgermeistereiverbandes Kamp, Hoerstgen und Vierquartieren, dessen Entwicklung zu dieser Zeit bereits maßgeblich durch die im Aufbau befindliche Zeche Friedrich Heinrich und das damit verbundene Bevölkerungswachstum geprägt wurde. Nach dem Ausscheiden des Bürgermeisters Wilhelm Liermann wurde der dem Zentrum nahestehende Lesaar, inzwischen Obersekretär mit „mustergültigen Leistungen“ und „weitschauendem Blick“, am 24. März 1920 durch Erlass des Oberpräsidenten der Rheinprovinz zunächst zum kommissarischen Bürgermeister bestellt.
Lesaar war zwar „politisch bisher nicht hervorgetreten“, jedoch als Bürgermeister politisch von Anfang an umstritten. Die örtliche SPD hielt ihm 1921/22 wiederholt vor, dass er Anträge der sozialdemokratischen Fraktion „undemokratisch“ behandle und „nicht auf dem Boden der Republik und der Verfassung“ stehe. Der Gemeinderat von Lintfort forderte 1922 mehrheitlich sogar seine „sofortige Abberufung“ sowie die Besetzung der Stelle mit einem Beamten, „der auch den Mut hat, die Republik und die Verfassung (...) zu schützen“. Erst am 9. Januar 1923 konnte die definitive Ernennung Lesaars zum Bürgermeister ausgesprochen werden. Eine Bewerbung als Bürgermeister der Stadt Kevelaer blieb im September des gleichen Jahres erfolglos.
Zum 1. Mai 1933 trat der bis dahin parteilose Lesaar in die NSDAP ein (Mitgliedsnummer 2.917.364). Später wird er angeben, dass sein Parteieintritt nur unter Androhung des Amtsverlustes zustande gekommen sei und er in der Folgezeit unter politischer Beobachtung seiner Büroleiter gestanden habe. Zum 1. Dezember 1934 erfolgte für die Dauer von zwölf Jahren die Ernennung zum hauptamtlichen Bürgermeister der Gemeinde Kamp-Lintfort, die mit Wirkung zum 1. April 1934 durch Zusammenschluss der bisherigen Ämter Kamp, Hoerstgen und Vierquartieren entstanden war. 1937 gab Lesaar die vier Jahre zuvor übernommene Funktion eines Ortsgruppenamtsleiters der Nationalsozialistischen Volkswohlfahrt ab. Der Personalstand der Kamp-Lintforter Gemeindeverwaltung inkl. Gemeindesparkasse lag am 1. September 1939, als man gut 23.000 Einwohner zählte, bei nunmehr 107 „Gefolgschaftsmitgliedern“, darunter 41 Beamte, 44 Angestellte und 22 Arbeiter. Hinzu kamen noch 25 Polizeibeamte. Unter Bürgermeister Lesaar wurde seit 1933 – wie anderenorts auch – der  politische Wille des NS-Regimes in Verwaltungshandeln umgesetzt.

### Auszeichnungen
Während seiner Dienstzeit in Kamp-Lintfort ist Hubert Lesaar nach eigenen Angaben bis September 1936 nur mit dem Verdienstkreuz für Kriegshilfe, dem Ehrenzeichen der Sanitätskolonne vom Roten Kreuz und dem Feuerwehr-Ehrenzeichen 2. Klasse dekoriert worden.

### Entlassung, Pensionierung und Entnazifizierung
Lesaars Verhalten während der Zeit des Nationalsozialismus wurde 1945/48 sehr unterschiedlich beurteilt. Aus Sicht seiner politischen Gegner vermochte er im Sommer 1945 nicht, „den Forderungen der neuen Zeit“ gerecht zu werden. Am 2. Oktober 1945 beantragte er seine Pensionierung, da sein Gesundheitszustand „durch den Krieg und die Nachkriegszeit (…) empfindlich gelitten“ habe. Zum 31. Oktober 1945 wurde Lesaar aus politischen Gründen von der britischen Militärregierung entlassen und am gleichen Tag „ehrenvoll“ verabschiedet, konnte jedoch bei der Gemeindeverwaltung seine antragsgemäße Pensionierung zum 1. Januar 1946 erwirken.
Im Zuge der Entnazifizierung wurde 1947 insbesondere mit Blick „auf den frühen Eintritt“ in die NSDAP eine 33-prozentige Kürzung der Pensionsbezüge verfügt. Diese Entscheidung hob der Entnazifizierungs-Hauptausschuss für den Kreis Moers am 22. September 1948 wieder auf, da Lesaar trotz der festgestellten politischen Belastungen u. a. wegen der durch Zeugenaussagen belegten „Unterstützung von jüdischen Hilfesuchenden“ kein aktiver Nationalsozialist gewesen sei.

## Ehe und Familie
Hubert Lesaar war seit dem 2. Oktober 1914 mit Margarethe Justus (1892–1962), Tochter eines Gastwirts in Moers, verheiratet. Drei der sechs Söhne kamen 1943/44 während des Zweiten Weltkrieges als Soldaten in Rumänien bzw. Russland um Leben. Mitte der 1950er Jahre verzogen die Eheleute Lesaar von Kamp-Lintfort nach Ahlen, wo ein Sohn zu dieser Zeit als Kaplan lebte. Hubert Lesaar ruht neben seiner Frau auf dem katholischen Friedhof des Kamp-Lintforter Ortsteils Kamp.